# Кара (приток Косы)
Кара — река в Кировской области России, левый приток Косы (бассейн Волги). Протекает в Зуевском районе. Устье реки находится в 65 км по левому берегу Косы. Длина реки — 18 км.
Исток реки на Красногорской возвышенности близ границы с Кумёнским районом в 8 км к северо-западу от села Лема. Высота истока — 192,1 м над уровнем моря. Река течёт на восток по холмистой местности, в среднем течении протекает деревни Пасынки и Сухинцы. Именованных притоков не имеет.
Впадает в Косу у нежилой деревни Кара выше села Мухино.

## Данные водного реестра
По данным государственного водного реестра России относится к Камскому бассейновому округу, водохозяйственный участок реки — Чепца от истока до устья, речной подбассейн реки Вятка. Речной бассейн реки — Кама.